# Región económica del Ural
La región económica del Ural (ruso: Ура́льский экономи́ческий райо́н; tr.: Uralski ekonomícheski raión) es una de las doce regiones económicas de Rusia.
La mitad meridional de la región del Ural ha sido siempre el principal centro de producción de hierro y acero. También una buena parte del petróleo soviético se producía aquí, principalmente en la República de Bashkiria. Hay depósitos de mineral de hierro, manganeso, mineral de aluminio en explotación. Los principales centros industriales son Magnitogorsk, Ekaterimburgo, Cheliábinsk, Nizhni Tagil, y Perm. Varios ferrocarriles de carga sirven el área, además de ríos que incluyen el Kama y el Bélaya (en el oeste) y el Ural en el sur.
Tiene una superficie de 824 000 km², una población aproximada de 20 436 000 habitantes (con una densidad de 25 hab/km²), de los cuales un 74% vive en ciudades.

## Composición
- República de Baskortostán
- República de Udmurtia
- Óblast de Kurgán
- Óblast de Oremburgo
- Krai de Perm
- Óblast de Sverdlovsk
- Óblast de Cheliábinsk

## Indicadores socioeconómicos
Siendo al segunda región más poblada de Rusia, los Urales tienen un gran PIB, fundamentado en la actividad económica urbana. El PIB por cápita está justo por encima de la media, mientras que el salario mensual medio está ligeramente por debajo de la media nacional. Como muestra de las dificultades económicas, el índice de salarios pagados íntegramente está por debajo de la media.
La privatización no ha alterado la vieja estructura industrial al estilo soviético. La proporción de empleados en empresas exestatales en los Urales está por encima del promedio nacional, mientras que la proporción en nuevas empresas privadas creadas está un cuarto por debajo de la media nacional.